# Lippetal
Lippetal est une commune d'Allemagne, dans l'arrondissement de Soest de Rhénanie-du-Nord-Westphalie. Elle est traversée par la Lippe, et se trouve à environ 15 km à l'ouest de Lippstadt et à 10 km au nord de Soest.

## Municipalité
La commune englobe onze villages: Brockhausen, Heintrop-Büninghausen, Herzfeld (connu pour son église de pèlerinage à sainte Ida de Herzfeld), Hovestadt, Hultrop, Krewinkel-Wiltrop, Lippborg (connu pour son château Haus Assen), Niederbauer, Nordwald, Oestinghausen et Schoneberg.